# Szent Theobald
Szent Theobald (Provins, 1033 – Vicenza, 1066. június 30.) szentként tisztelt középkori francia remete.
A Champagne-i grófi család tagjaként született. Az ókeresztény kor keresztény remetéinek életéről olvasva döntötte el, hogy ő is hasonló életet kíván élni. Örökségéről lemondva Svédországba ment, és ott kétkezi munkával kereste meg napi kenyerét. Később több utazást tett búcsújárás keretében Európa különböző részeibe, így Hispániába és Itália különböző részeibe. Végül Vicenza mellett egy Saligno nevű elhagyatott helyen telepedett le, és 12 éven keresztül élt itt remeteként. Igen fájdalmas betegségét türelemmel viselve 1066-ban távozott az élők sorából. A római katolikus egyház szentként tiszteli és halála napján üli emlékét.
II. Sándor pápa 1073-ban szentté avatta.